# Потапенко Ігнатій Миколайович
Ігна́тій Микола́йович Пота́пенко (рос. Игнатий Николаевич Потапенко; *12 (30) грудня 1856, Херсонщина — †17 травня 1929, Ленінград) — російський письменник та драматург українського походження.

## Життєпис
Народився у грудні 1856 року в селі Федорівка на Херсонщині в родині священика. Навчався в Херсонському духовному училищі, потім — в Одеській семінарії. Згодом вступив до Новоросійського університету, переїхав до Петербурга, де вчився у консерваторії по класу співу й скрипки.
Із часом повернув до Одеси, де співпрацював у місцевих газетах.
Після переїзду в 1893 році з Одеси до Москви починається зближення з Чеховим. Потапенко був у зеніті слави, його називали кумиром 90-х років. 1891 року був відзначений за прозу найвищою тогочасною літературною премією в Росії — Пушкінською.
У другій половині 90-х років І. Потапенко виступав у «Новом времени» (під псевдонімом «Фінгал») із публіцистичними та літературно-критичними статтями, у тому числі про творчість Антона Чехова, Івана Буніна.
У 1891—1899 рр. в Санкт-Петербурзі вийшло 12-томне видання творів письменника під назвою «Повести и рассказы».
Найцікавішими у його творчому спадку залишилися невеличкі твори, в яких втілена гострота спостережень, фотографічне зображення дійсності.
Став прототипом Тригоріна в п'єсі Чехова «Чайка».
Помер 17 травня 1929 року в Ленінграді.

## Переклади українською
Твори Потапенка у 1890-1900-х роках перекладалися українською мовою (зокрема Михайлом Коцюбинським) та друкувалися у Львові.